# いすゞ自動車東海北陸
いすゞ自動車東海北陸株式会社（いすずじどうしゃとうかいほくりく、英: ISUZU MOTORS TOKAIHOKURIKU Co., Ltd.）は、かつて存在した、いすゞ自動車を取り扱う自動車販売会社である。愛知県名古屋市に本社を置いていた。いすゞ自動車販売の100%子会社。

## 概要
愛知運輸支局、石川運輸支局、福井運輸支局、岐阜運輸支局及び静岡運輸支局の管轄区域を販売エリアとした。2017年4月、長野いすゞ自動車と合併し、いすゞ自動車中部株式会社に社名変更した。

## 沿革
- 1929年（昭和4年）1月 -  前身となる「昭和倉庫株式会社」が名古屋市東区に設立。
- 1937年（昭和12年）4月 - 商号を「株式会社大池ガレージ」に変更。
- 1941年（昭和16年）4月 - 商号を「日通名古屋自動車興業株式会社」に変更。
- 1945年（昭和20年）8月 - 日本通運名古屋自動車工場を合併。
- 1950年（昭和25年）4月 - 商号を中部日本自動車株式会社に変更。
- 1951年（昭和26年）2月 - 愛知いすゞ自動車株式会社を設立。
- 1953年（昭和28年）8月 - 中部日本自動車が愛知いすゞ自動車を合併し、愛知いすゞ自動車株式会社に商号を変更。
- 1959年（昭和34年）10月 - 名古屋いすゞモーター株式会社を設立。
- 1961年（昭和36年）12月 - 名古屋いすゞモーターの全株式を日本通運に譲渡。
- 1964年（昭和39年）10月 - いすゞ自動車がいすゞ自動車東海の全株式を取得。
- 1965年（昭和40年）4月 - 名古屋いすゞモーターを合併。合併に伴い、乗用車部門を中京いすゞモーター株式会社へ分割。
- 1974年（昭和49年）4月 - 小型車・商業車部門を中京いすゞモーターへ分割。
- 1976年（昭和51年）11月 - 豊橋営業所を分離し、東愛知いすゞ自動車株式会社を設立。
- 1983年（昭和58年）
  - 5月 - 中部いすゞ自動車販売株式会社が業務開始、いすゞ自動車東海の車輌部を移管。
  - 11月 - いすゞ自動車東海の部品部門を中部いすゞ自動車販売へ移管。
- 1995年（平成7年）11月 - 中部いすゞ自動車販売より車輌部門・部品部門が返戻。
- 1996年（平成8年）12月 - 中部いすゞ自動車販売の土地建物を譲受。
- 1999年（平成11年）
  - 3月 - 東愛知いすゞ自動車より土地建物を譲受、豊橋支店として開設。
  - 12月 - 愛知いすゞ自動車が中京いすゞモーター及び岐阜いすゞ自動車を合併し、いすゞ自動車東海株式会社に商号を変更。。
- 2003年（平成15年）2月 - 株式会社いすゞテクネット東海を吸収合併。
- 2007年（平成19年）
  - 1月 - 当社のマリンエンジンの販売権をいすゞマリン製造へ移管。
  - 2月 - いすゞネットワーク株式会社（現・いすゞ自動車販売）が当社の全株式を取得。
  - 11月 - 金沢サービスセンターが国交省の表彰事業である平成19年度「環境に優しい自動車関係事業場表彰事業場」石川運輸支局長表彰を受賞[3]。
- 2008年（平成20年）3月 - 知多いすゞ自動車株式会社と株式会社アサヒコーポレーションを吸収合併し、知多支店および車輌業務部・架装センター／新車センターを開設。
- 2010年（平成22年）12月1日 - 静岡いすゞ自動車及びいすゞ自動車北陸と合併し、商号をいすゞ自動車東海北陸株式会社に変更。
- 2016年（平成28年）1月1日 - 小牧いすゞ自動車株式会社を吸収合併し、春日井支店小牧サービスセンターを開設。
- 2017年（平成29年）4月 - 長野いすゞ自動車株式会社を合併し、いすゞ自動車中部に社名変更。

## 事業所所在地
- 本社 - 名古屋市南区塩屋町5-1-3

愛知県エリア
- 名古屋支店 - 名古屋市南区塩屋町5-1-3
- 港支店 - 名古屋市港区藤前1-1137
- 一宮支店 - 一宮市萩原町高木字西川田1
- 春日井支店 - 春日井市美濃町3-21 
  - 小牧サービスセンター
- 知多支店 - 半田市岩滑東町1-105
- 岡崎支店 - 岡崎市宇頭町字下堀所30
- 豊橋支店 - 豊橋市清須町字堂西20-1
- 新車センター - 一宮市萩原町中島字流35
- 架装センター - 清須市朝日貝塚139
- 中古車センター - 名古屋市南区加福町2-4
- 中川サービスセンター - 名古屋市中川区西中島2-117

石川県エリア
- 業務部（北陸） - 金沢市湊4-25-1
- 石川営業部 - 金沢市湊4-25-1
- 金沢サービスセンター - 金沢市湊4-25-1
- 七尾サービスセンター - 七尾市千野町は18

福井県エリア
- 福井営業部 - 福井市今市町58-5
- 北陸中古車センター - 福井市今市町54-12
- 福井サービスセンター - 福井市今市町58-5
- 敦賀サービスセンター - 敦賀市中央町1-6-1

岐阜県エリア
- 岐阜支店 - 岐阜市六条大溝1-7-1
- 大垣支店 - 不破郡垂井町表佐字西小柳4936-1
- 美濃加茂支店 - 美濃加茂市前平町1-6
- 多治見支店 - 多治見市前畑町4-60
- 恵那支店 - 恵那市大井町2087
- 高山支店 - 高山市桐生町3-147

静岡県エリア
- 業務部（静岡） - 静岡市駿河区豊田二丁目7-33
- 広域バス営業二部 - 静岡市駿河区豊田二丁目7-33
- サービス部品Ｇ - 静岡市駿河区豊田二丁目7-33
- 静岡中古車センター - 藤枝市堀之内1-12
- 浜松支店 - 浜松市南区大柳町163
- 浜松サービスセンター - 浜松市南区大柳町163
- 浜松サービスセンター（部品） - 浜松市南区大柳町163
- 袋井支店 - 袋井市山科2494-1
- 藤枝支店 - 藤枝市堀之内1-12
- 静岡支店 - 静岡市駿河区豊田二丁目7-33
- 清水サービスセンター - 静岡市清水区庵原町137-10
- 富士支店 - 富士市今井332
- 沼津支店 - 沼津市大岡字二ツ谷町1517-1
- 沼津サービスセンター - 沼津市大岡字二ツ谷町1517-1
- 沼津東サービスセンター - 駿東郡清水町長沢82